# Трубецкой, Павел Петрович
Князь Паоло Трубецко́й (Па́вел Петро́вич Трубецко́й, итал. Paolo Troubetzkoy; 15 февраля 1866, Вербания , Италия — 12 февраля 1938, там же) — итальянский и русский скульптор, последователь импрессионизма, один из наиболее известных ваятелей «прекрасной эпохи»; мастер монументальной и портретной пластики, создатель знаменитого конного памятника императору Александру III в Санкт-Петербурге. Профессор Московского училища живописи, ваяния и зодчества (1898—1906), один из членов-учредителей общества «Мир искусства» (в 1899).

## Биография

### Италия. Ранние годы
Внебрачный сын русского эмигранта, князя Петра Петровича Трубецкого (1822—1892).
Мать — гражданка США, пианистка и певица Ада Винанс (Ada Winans, 1835—1918), приехавшая во Флоренцию совершенствоваться в вокальном мастерстве. О её отце известно, что Энтони Ван Арсдейл Винанс был одним из многих торговцев, которые понесли потери в «Великом пожаре 1835 года» в центре Нью-Йорка; он, сын нищего шляпника из Нью-Джерси и героя Войны за независимость США, стал богатым и известным нью-йоркским предпринимателем.
В 1863 году П. П. Трубецкой познакомился с Адой Винанс, и они стали жить вместе. Спасаясь от огласки незаконного брака, пара ещё до рождения детей перебралась на север Италии, на западный, пьемонтский берег озера Лаго-Маджоре, известный своими исключительными климатическими особенностями.
Избегая сплетен, князь Петр Петрович и Ада объявили себя супругами Шталь (нем. Stahl). Здесь и родились их дети: Пьетро (Пётр; 1864—1936) — художник, график и живописец; Павел (Паоло; 1866—1938) и Луиджи (Людвиг; 1867—1959) — инженер-электрик.
Таким образом Паоло родился под фамилией «Шталь».
Князю, имевшему сразу двух жён — одну в России, другую за границей, — император Александр II запретил возвращаться на родину, чтобы, как было сказано, «не допустить в родимое отечество дух разврата».
Князь озаботился официальным разводом, который после длительных процедур был получен, согласно указу Святейшего Синода от 26 октября 1870 года за № 2299. Следующим шагом стала легализация трёх незаконнорождённых детей, проведенная через структуры коммуны Палланцы (ныне часть города Вербания), в черте которой обитал князь со своей второй семьёй.
Первым актом стало решение гражданского суда (Tribunale Civile) коммуны от 4 сентября 1872 года о признании за жителем города Pietro Stahl (в акте было написано неточно: Sthal) фамилии Трубецкой и княжеского титула, согласно его просьбе и документам, представленным его адвокатом. Сразу же, в том же 1872 году, последовали три новых акта в местном загсе (Anagrafe), где в рубрике о рождениях детям князя Петра Трубецкого и Ады Винанс присваивались фамилии и титул отца: Stahl Paolo в результате перерегистрировался как Troubetzkoy Principe Paolo, также как Пьер и Луиджи.
После официального развода с русской женой Варварой Юрьевной Трубецкой (1828—1901) Пётр Петрович сближается с гувернанткой своих детей, уроженкой Швейцарии Марианной Хан (1848—1923) и расходится с Адой Винанс. Паоло вместе с матерью переезжает в Милан.

### Начало творчества
Не получив никакого системного образования, ни общего, ни художественного, ещё мальчиком, Паоло Трубецкой стал самостоятельно заниматься скульптурой и живописью. В этот начальный период своего творчества он создавал портретные бюсты, произведения мелкой пластики, участвовал в конкурсах на создание крупных скульптур.
В 1884 году Трубецкой с родственницей отца поехал на лето в Россию, но быстро вернулся в Италию.
Первая выставка произведений Паоло Трубецкого состоялась в США в 1886 году.

### Шесть лет в России
В 1896 году, Трубецкой, уже проявивший себя как скульптор, по приглашению родственников приехал в Россию и остановился в Москве.
Его старший двоюродный брат Пётр Николаевич Трубецкой (1858—1911) на протяжении многих лет занимал ответственные выборные должности, в том числе с 1892 по 1906 годы являлся московским губернским предводителем дворянства. Во время Первой русской революции стал одним из основателей Съездов уполномоченных Дворянских Собраний.
С 1894 года и до трагической гибели, П. Н. Трубецкой был членом «Комитета по организации конкурса и сооружению памятника Александру III в Москве». Как говорилось в документе тех лет, — «Членом Комитета по Высочайшему повелению, состоял Московский Губернский Предводитель Дворянства Егермейстер Высочайшего Двора Князь П. Н. Трубецкой».
Младший двоюродный брат — Сергей Николаевич Трубецкой (1862—1905) — профессор и недолгий ректор Императорского Московского университета. Братья поддерживали своего итальянского родственника во время его пребывания в России и на первых порах оказывали ему покровительство, вскоре ставшее ненужным.
С 1897 года по 1900 год, Паоло Трубецкой преподаёт в Московском училище живописи, ваяния и зодчества.
В Санкт-Петербурге Трубецкой участвовал в выставках художественных объединений «Мир искусства», «Товарищество передвижных выставок» и «Союз русских художников». Здесь он показал, в частности, скульптурные портреты пейзажиста Исаака Левитана.

#### Работа над памятником Александру III
С 1899 года, Трубецкой принимает участие в конкурсе по созданию памятника Александру III в Санкт-Петербурге. По первоначальному замыслу скульптора, жившего в то время в Москве, фигура императора была изображена сидящей, как и на московском монументе. В январе 1900 года, по итогам первого тура, ни один из проектов не был утверждён. Сроки второго тура были продлены до февраля. Трубецкой подготовил новую, уже конную скульптуру, которую приняли за основной вариант. Для фигуры Александра III, позировал фельдъегерь Павел Пустов, грузным телосложением напоминавший царя.
Многие члены императорской семьи были против установки памятника, считая его карикатурой.
Лишь благодаря неожиданному благоволению вдовствующей императрицы, работу было дозволено довести до конца.
Поэт А. С. Рославлев (1883—1920) работавший в жанре политической сатиры, один из авторов «Сатирикона», написал две эпиграммы на работу Паоло Трубецкого: 

«Стоит комод, на комоде — бегемот, на бегемоте — обормот, на обормоте шапка, на шапке крест …» и 
 «Третья дикая игрушка для российского холопа. Был Царь-колокол, Царь-пушка, а теперь ещё …» 

В 1906 году Трубецкой уезжает из России. Отливка памятника в бронзе продолжалась без скульптора. Открытие монумента состоялось 23 мая 1909 года. На открытие памятника автор был приглашён, но в российском консульстве задержали оформление бумаг на въезд в Россию, и скульптор к открытию монумента не попал. Тем не менее, есть достоверные сведения о том, что скульптор всё же увидел своё творение в 1910 году. Так в газете «Речь» от 15 (02) апреля 1910, в разделе «хроника», можно прочитать:

«31-го марта в квартире кн. Тархановой чествовали обедом уезжающего из Петербурга скульптора Паоло Трубецкого. Ввиду того, что Паоло строгий вегетарианец, обед состоял исключительно из растительной пищи. Присутствовали И. Е. Репин, который тоже строго придерживается вегетарианского стола, А. Ф. Кони, г-жа Северова и скульптор И. Я. Гинзбург.»
По расчётам исследователей жизни и творчества скульптора — Паоло Трубецкой, приезжая в Россию периодически, в общей сложности прожил в стране 5—6 лет.

### Годы в США
В 1913 году Трубецкой выставил свои работы на римском Сецессионе. Критики писали, что Трубецкой работает в духе «устаревшего импрессионизма».
В 1914 году скульптор едет в США. Трубецкой намерен был провести в Америке несколько месяцев, но из-за начавшей мировой войны остался до 1921 года. Художник устраивал персональные выставки в Нью-Йорке, Филадельфии, Чикаго, Сан-Франциско. «В эти сумасшедшие годы он остаётся скульптором хорошеньких женщин», — пишет Ж. С. Гриони.
В США Трубецкой живёт в Голливуде, где строит студию и покупает дом.
В 1919 году по проекту Трубецкого установили памятник Данте в Сан-Франциско, а в 1920 году — памятник генералу Харрисону Грею Отису в Лос-Анджелесе.

### Возвращение на родину в Италию
В 1921 году, Трубецкой, как гражданин Королевства Италии, в который раз меняет место жительства и возвращается из Соединённых Штатов на малую родину в город Вербанию провинции Вербано-Кузио-Оссола.
Известно, что он и его друг — политический деятель, писатель и драматург Габриэле Д’Аннунцио, бюст которого создал Трубецкой ещё в 1892 году, активно поддерживали идеи итальянского фашизма.
Материалы Особого секретариата, хранящиеся в римском Центральном государственном архиве, свидетельствуют о личном знакомстве скульптора с Бенито Муссолини.
Трубецкой создал три основных произведения, посвященных фашизму и самому «Дуче»: голову Муссолини (конец 1925 — начало 1926 года, то есть год спустя после установления фашистского режима), «Муссолини на коне» (1928 год) и «Всадник Дуче. Фашизм» (1933), на котором «Дуче» отдаёт фашистское приветствие «Римский салют», введённое в практику фашизма, после фильма «Кабирия», снятому по сценарию Габриэля Д’Аннунцио.
Сохранилось письмо Паоло Трубецкого Бенито Муссолини, от 18 апреля 1928 года, сопровождавшее бронзовую скульптуру «Муссолини на коне».

«Ваше Превосходительство,
Искусство всегда черпало вдохновение в жизни Великих, в великих делах, в Великих Свершениях. Вот почему мой дух был привлечен в орбиту Великого Замысла, который Ваше Превосходительство сумело выносить для нашей прекрасной Италии, и мне захотелось отразить Ваш Образ не в реалистическом изображении, а в символическом видении сильной, здоровой Идеи Фашизма, который все преодолевает, все завоевывает, все побеждает. Посвящаю это мое художественное творение Вашему Превосходительству, передаю его в дар Вашему Превосходительству и надеюсь, что Вы примете его как скромный знак моей глубочайшей преданности.
_________________________________ Поль Трубецкой».
В «Музее пейзажа» в Палланцено сохранились гипсовые модели этих скульптур, а варианты композиций и бронзовые копии, периодически и в XXI веке, встречаются на многих художественных аукционах.
С 1921 по 1932 год художник периодически бывает с выставками во Франции.
В 1927 году в Париже умирает его жена — шведка Элин Сундстрём.
С 1932 года Трубецкой безвыездно живёт в Вербании; там же, на вилле Кабианка, он и скончался 12 февраля 1938 года.
В 1988 году на доме в Вербании, где c 1912 по 1938 год, жил скульптор Паоло Трубецкой, установлена мемориальная доска с текстом:

«Этот „Белый дом“ был счастливым жилищем скульптора Паоло Трубецкого с 1912 по 1938 год. Муниципалитет Вербании и Общество вербанистов к 50-летию его смерти установили этот памятный знак на стены, пострадавшие от военных событий.»
Работы Паоло Трубецкого находятся в Русском музее (бронзовая фигура графа Витте), в Третьяковской галерее в Москве (бюст Льва Толстого), в Римской академии художеств («Индеец верхом на лошади»), в Венецианской академии («Извозчик» и «Женский портрет»), в Берлинской национальной галерее, в Дрезденской галерее, в Сан-Францисском музее «Legion of Honor (museum)» и в других художественных собраниях.

## Семья
Отец — Пётр Петрович Трубецкой (1822—1892), князь;
Мать — Ада Винанс (Ada Winans, 1835—1918), американская пианистка и певица;
Старший брат — Пьетро (Пётр) (1864—1936), художник-декоратор, график и живописец; 
Младший брат — Луиджи (Людвиг) (1867—1959), инженер-электрик;
Первая жена —  Элин Сундстрём (1883—1927)
- Сын (1906—1908)

Вторая жена (с 1931) — Мюриэл Мари Боддам (Rhoda Muriel Maire Boddam Troubetzkoy) (1898—1948), гражданка Великобритании, писательница.

## Галерея работ
- Франческо Филиппини (1895)
- Женская фигура (1890)
- Индейский всадник (1893)
- Исаак  Левитан (1899)
- Лев Толстой на коне (1899)
- Лев Толстой (1899)
- США. Генерал Х. Г. Отис (1920)
- Танцующая девушка. США
- Портрет жены Элин. Италия
- Мемориал (1922) Италия
- Муссолини (1933) Италия
- Портрет Бенито Муссолини (1926)